# Origin Systems
Origin Systems var ett amerikanskt spelföretag som skapades av Richard Garriott och Robert Garriott, som bland annat utvecklade alla Ultima-spel under loggan: Origin We create worlds. Företaget var verksamt mellan 1983 och 2004.